# Harper Reed

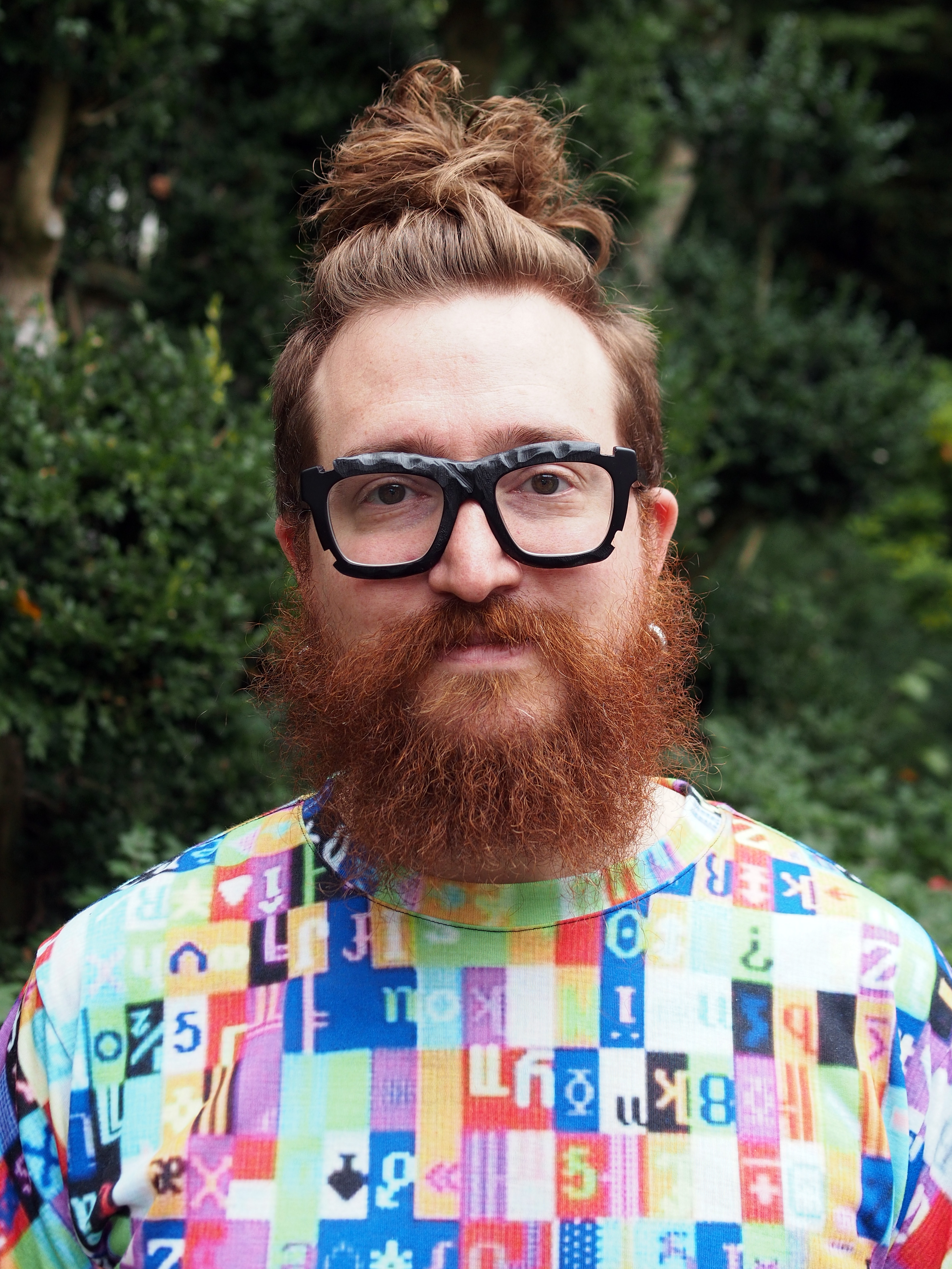
Harper Reed.

Harper Reed est un entrepreneur et un ingénieur américain né le 21 mars 1978. Il est principalement connu pour avoir été le directeur technique de la campagne électorale de Barack Obama pour l'élection présidentielle américaine de 2012.

## Biographie
De 2005 à 2009, il a été le directeur technique de l'entreprise de textile Threadless.
En 2011, il devient directeur technique pour la campagne électorale de Barack Obama. Il a mis en place une stratégie digitale de grande envergure incluant à la fois l'utilisation des statistiques et des réseaux sociaux.